# جوزيف كريستيان
جوزيف كريستيان (بالإنجليزية: Joseph Christian)‏ هو قاضي ومحامي وسياسي أمريكي، ولد في 28 يوليو 1828، وتوفي في 29 مايو 1905. انتخب عضو مجلس ولاية فرجينيا.